# Nederlandsch Zendeling Genootschap
Het Nederlandsch Zendeling Genootschap was het eerste volledig Nederlandse zendingsgenootschap. De hernhutters waren al langer bezig om vanuit en via Nederland zending te bedrijven, maar dit genootschap had een Duits karakter. Het Nederlandsch Zendeling Genootschap kwam tot stand op initiatief van Johannes Theodorus van der Kemp, die zelf later vertrok naar Zuid-Afrika om daar als zendeling te werken voor het Londens Zendingsgenootschap. De oprichtingsvergadering vond op 19 december 1797 plaats te Rotterdam.
De meeste oprichters van het genootschap waren predikanten in de Nederlandse Hervormde Kerk. Op vele plaatsen in het land waren afdelingen van het genootschap.